# رئیس‌جمهور مالت

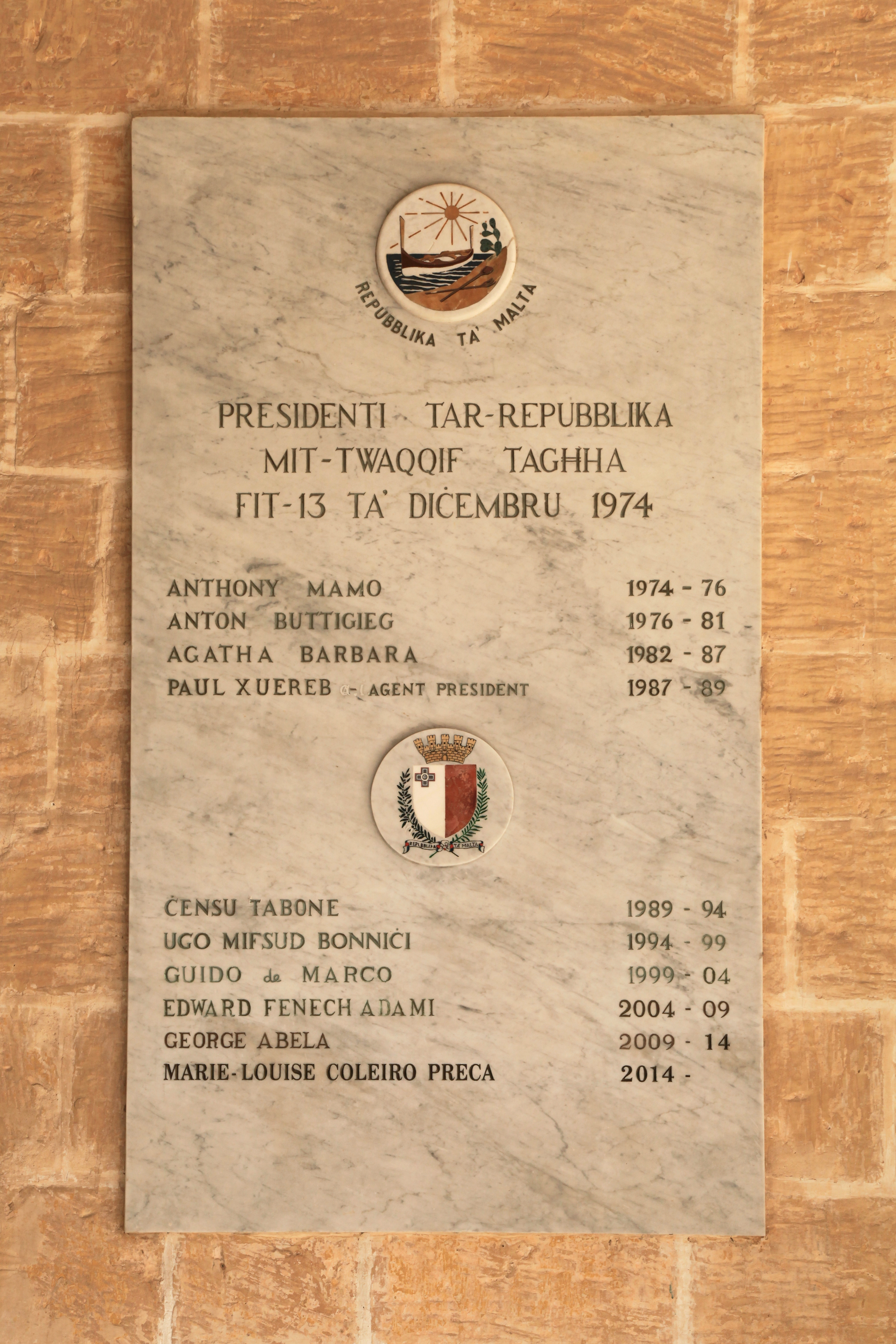
فهرست رئیس‌جمهورهای مالت در کاخ سن آنتون در سال ۲۰۱۴

رئیس‌جمهور مالت (مالتی: President ta' Malta) رئیس کشور مالت است. رئیس‌جمهور، به‌طور غیرمستقیم توسط مجلس نمایندگان مالت انتخاب می‌شود که رئیس‌جمهور را برای یک دوره پنج ساله منصوب می‌کنند. رئیس‌جمهور مالت نیز به‌طور مستقیم یا غیرمستقیم در هر سه قوه این کشور، حضور دارد. وی عضوی از پارلمان و مسئول انتصاب قوه قضائیه است. اختیارات اجرایی به صورت دوژور، به رئیس‌جمهور، واگذار شده اما به صورت دفاکتو، به عهده نخست‌وزیر است.